# نشان طلایی کنگره آمریکا
نشان طلایی کنگره آمریکا (انگلیسی: Congressional Gold Medal) یا مدال طلای کنگره یکی از قدیمی‌ترین و بالاترین جوایز غیرنظامی در ایالات متحده است و در کنار مدال آزادی ریاست‌جمهوری به عنوان یکی از برجسته‌ترین نشانه‌های تقدیر ملی شناخته می‌شود. این مدال توسط کنگره ایالات متحده با رأی‌گیری تصویب و به قانون تبدیل شده و توسط رئیس‌جمهور امضا می‌شود. مدال طلای کنگره، بالاترین سطح قدردانی ملی از دستاوردها و مشارکت‌های برجسته افراد یا نهادها را نشان می‌دهد.
این مدال ابتدا برای تجلیل از اعضای نظامی در دوران انقلاب آمریکا اهدا شد و به تدریج به افراد از تمامی اقشار جامعه و سپس به گروه‌ها در اواخر قرن بیستم گسترش یافت. این مدال به افرادی اهدا می‌شود که دستاوردی با تأثیر عمیق بر تاریخ و فرهنگ آمریکا داشته باشند و این دستاورد در رشته مربوطه به عنوان یک موفقیت بزرگ شناخته شود. چنین دستاوردهایی باید تا مدت‌ها پس از تحقق، مورد تقدیر قرار گیرند.
هیچ قانون کلی برای ایجاد این مدال وجود ندارد و هر بار که اهدای مدال طلای کنگره مناسب تشخیص داده شود، کنگره با تصویب قانونی خاص این امر را ممکن می‌سازد. هر مدال به‌طور ویژه طراحی و از طلا ساخته می‌شود که این امر توسط ضرابخانه ایالات متحده انجام می‌شود. به همین دلیل، تعداد مدال‌های طلای کنگره بسیار کمتر از مدال‌های ریاست‌جمهوری است. دریافت این مدال نیازی به شهروندی آمریکا ندارد و تا ۲۹ نوامبر ۲۰۲۳، ۱۸۴ نفر، رویداد یا نهاد موفق به دریافت آن شده‌اند.
از زمان انقلاب آمریکا، کنگره از طریق اعطای مدال طلا، قدردانی ملی خود را از دستاوردها و مشارکت‌های برجسته نشان داده است. نخستین بار این مدال در سال ۱۷۷۶ توسط کنگره دوم قاره‌ای به ژنرال جورج واشینگتن اهدا شد. در ابتدا این مدال به شخصیت‌های نظامی که در انقلاب آمریکا، جنگ ۱۸۱۲ و جنگ مکزیک-آمریکا شرکت داشتند، تعلق می‌گرفت. اما به مرور، دامنه اهدای این مدال به نویسندگان، بازیگران، موسیقیدانان، پیشگامان هوافضا، کاوشگران، دانشمندان، ورزشکاران، بشر دوستان و خدمتگزاران عمومی گسترش یافت. در سال ۱۹۷۹، صلیب سرخ آمریکا به عنوان نخستین سازمان این مدال را دریافت کرد.
تا سال ۲۰۲۱، حداقل ۷ نفر بیش از یک بار موفق به دریافت مدال طلای کنگره شده‌اند. از جمله این افراد می‌توان به وینفیلد اسکات برای جنگ‌های ۱۸۱۲ و مکزیک-آمریکا، زکری تیلور برای جنگ مکزیک-آمریکا، و هایمن جی. ریکوور برای خدمات در نیروی دریایی هسته‌ای و دستاوردهای حرفه‌ای اشاره کرد. همچنین در سال‌های اخیر، افراد و گروه‌های بیشتری به دلیل خدمات برجسته خود در زمینه‌های متنوع از جمله جنگ جهانی دوم و کاوش‌های قطبی، این مدال را دریافت کرده‌اند.